# Nhóm ngôn ngữ Malay-Polynesia hạt nhân
Nhóm ngôn ngữ Malay-Polynesia hạt nhân (tiếng Anh: Nuclear Malayo-Polynesian languages) là một nhánh giả định thuộc ngữ hệ Nam Đảo (Austronesia), được Wouk & Ross đề xuất năm 2002, được cho là lan rộng ra từ vùng đất phát sinh khả dĩ là Sulawesi.
Chúng được gọi là hạt nhân vì chúng là lõi khái niệm của ngữ tộc Malay-Polynesia, bao gồm cả ở Malay và Polynesia. Nhóm Malay-Polynesia hạt nhân được tìm thấy ở Indonesia (ngoài vùng nội Borneo, Sabah, và phía bắc Sulawesi), và cả Melanesia và Thái Bình Dương.